# Braden Holtby
Braden Holtby (Lloydminster, 16 settembre 1989) è un hockeista su ghiaccio canadese professionista, che gioca nel ruolo di portiere. Dalla stagione 2009-2010 gioca nella National Hockey League con la squadra dei Washington Capitals.

## Carriera
Trascorse la sua carriera giovanile in WHL con i Saskatoon Blades, prima di venire scelto in NHL dai Washington Capitals come 93ª scelta totale al draft. La squadra lo assegnò inizialmente agli affiliati in ECHL dei South Carolina Stingrays, poi agli Hershey Bears in AHL, ottenendo in entrambe le formazioni ottimi risultati, in particolare nella prima stagione con i Bears (2009-2010), in cui guadagnò ben 25 vittorie in 37 gare disputate.
Il 5 novembre 2010 Holtby debuttò in NHL in una gara contro i Boston Bruins, sostituendo Michal Neuvirth; subentrato sul risultato di 3-3, riuscì a non subire gol, permettendo ai Capitals di segnarne due e vincere la partita. Due giorni dopo ottenne la sua prima presenza da titolare, in una vittoria per 3-2 in overtime contro i Philadelphia Flyers. Il 9 marzo 2011 guadagnò il suo primo shutout nella gara vinta per 5-0 contro gli Edmonton Oilers, in cui parò 22 tiri.
Nella stagione 2011-2012 giocò prevalentemente con gli Hershey Bears, stante l'assunzione da parte dei Capitals di Tomas Vokoun e della posizione da backup di Neuvirth. Guadagnò comunque 7 presenze in stagione regolare e diventando poi titolare nei playoff, a causa degli infortuni di entrambi i portieri. Esordì quindi nel post-season nella gara-1 dei quarti di finale di Conference, partita persa 1-0 in overtime con i Boston Bruins, in cui parò 29 tiri su 30. I Capitals superarono la serie per 4-3, ma furono estromessi dalla competizione nel turno successivo dai New York Rangers in 7 gare.
Nel lock-out della stagione 2012-2013 ha giocato per gli Hershey Bears. Alla riapertura dell'NHL, è tornato ai Capitals, diventandone titolare, anche grazie al passaggio di Vokoun ai Pittsburgh Penguins.
Al termine della stagione 2015-2016 ha vinto il Vezina Trophy, il premio assegnato al miglior portiere della stagione regolare, dopo un record di 48 vittorie in 66 gare, 3 shutout e una media gol subiti di 2,20 reti a partita. L'anno successivo ha invece vinto il William M. Jennings Trophy, assegnato al portiere con la miglior media gol subiti: Holtby subì 127 reti in 63 partite, per una media di 2,07 gol a gara.
La stagione 2017-2018 si è conclusa con la vittoria della sua prima Stanley Cup, conquistata quando i Capitals hanno superato in cinque gare i Vegas Golden Knights.